# Ruta Lee
Ruta Lee (nacida como Ruta Mary Kilmonis el 30 de mayo de 1935 en Montreal, Canadá) es una actriz y bailarina estadounidense nacida en Canadá que apareció como una de las novias en la película musical Siete novias para siete hermanos. Tuvo papeles en películas como el drama criminal de Billy Wilder Witness for the Prosecution y la comedia musical de Stanley Donen Funny Face. También es recordada por su aparición como invitada en un episodio de 1963 de la serie de ciencia ficción The Twilight Zone de Rod Serling  titulado "A Short Drink from a Certain Fountain".
Lee fue estrella invitada en muchas series de televisión y también apareció en varios programas de juegos, incluidos Hollywood Squares, What's My Line? y Match Game, y como coanfitriona de Alex Trebek en High Rollers.

## Primeros años
Ruta Lee nació el 30 de mayo de 1935 en Montreal, Quebec, siendo hija única de inmigrantes católicos lituanos. Su padre era sastre y su madre ama de casa.
El 1 de marzo de 1948 su familia se mudó a Estados Unidos y acabó instalándose en Los Ángeles, donde se graduó en 1952 en la Escuela Preparatoria Hollywood y comenzó a estudiar interpretación y actuar en obras de teatro escolares. Asistió tanto a Los Angeles City College como a la Universidad de California en Los Ángeles. Trabajó como cajera, acomodadora y vendedora de dulces en el Grauman's Chinese Theatre, pero una noche, cuando le faltaban 40 dólares en su cuenta de efectivo al final de su turno, la despidieron.

## Carrera
Después de ese despido, consiguió trabajar como invitada en dos episodios de The George Burns and Gracie Allen Show en la CBS. Pronto encontró un agente, que le consiguió un trabajo en un episodio de The Roy Rogers Show, seguido de un lugar en 1953 en la serie Aventuras de Superman. Ese mismo año, mientras actuaba en una pequeña producción teatral de On the Town, consiguió un papel como la novia Ruth en el musical nominado al Óscar Siete novias para siete hermanos, mientras todavía se anunciaba como Ruta Kilmonis. Después de ese éxito, Lee apareció en varias películas, incluidas Anything Goes (1956), Funny Face (1957), Witness for the Prosecution (1957) y Marjorie Morningstar (1958). En 1962, interpretó el papel principal femenino en el western cómico de Rat Pack, Sergeants 3, protagonizada por Frank Sinatra, Dean Martin, Sammy Davis Jr., Peter Lawford y Joey Bishop. Luego coprotagonizó con Audie Murphy y Darren McGavin un western, Bullet for a Badman (1964).
Además de las películas, Lee ha aparecido en docenas de papeles como estrella invitada en televisión. Durante varios años, parecía estar en todas partes de la pantalla chica. De 1957 a 1959, fue elegida para diferentes papeles en ocho episodios de la serie dramática criminal de CBS The Lineup, y también interpretó a la protagonista femenina en tres episodios de Maverick: "The Comstock Conspiracy" (1957) con James Garner, "The Plunder of Paradise" (1958) y "Betrayal" (1959) con Jack Kelly. En 1959 y 1960, participó en cuatro episodios del drama criminal sindicado US Marshal de John Bromfield.
Apareció como Ellen Barton en el episodio de 1960 "Grant of Land" de la serie de western de ABC, The Rebel, protagonizada por Nick Adams. También hizo cinco apariciones especiales en la serie dramática judicial de CBS Perry Mason entre 1958 y 1965, incluidos los papeles de la asesina Connie Cooper en "The Case of the Screaming Woman" (1958), la acusada Millie Crest en "The Case of the Foot-Loose Doll" (1959), como Vita Culver en "The Case of the Prudent Attorney" (1960), Vivian Cosgrave en el episodio "The Case of the Libelous Locket" (1963), y como Irene Prentice en "The Case of the Gambling Lady" (1965).

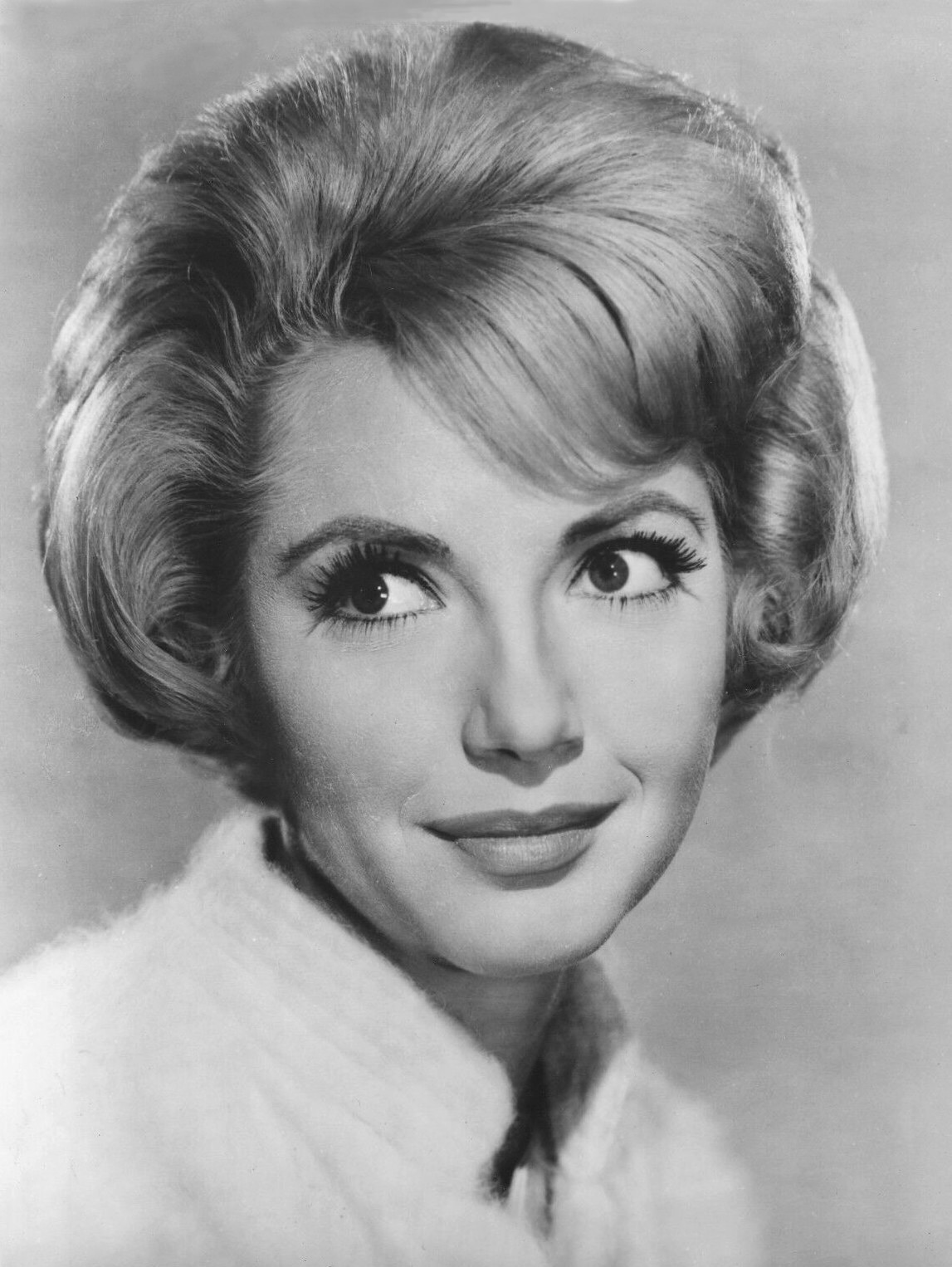
Ruta Lee en 1960

Lee participó además en Richard Diamond, Private Detective, Alfred Hitchcock presenta, Mike Hammer de Mickey Spillane, Sugarfoot, M Squad, Gunsmoke (como el personaje principal "Jenny" en 1962), 77 Sunset Strip, The Alaskans, Colt .45, Wagon Train, Bat Masterson, Intriga en Hawái, Rawhide, The Wild Wild West, Ironside, Yancy Derringer, El Fugitivo y tres episodios de Los héroes de Hogan.
En 1963, fue elegida para The Twilight Zone de CBS en el episodio "A Short Drink from a Certain Fountain", como una cazafortunas fría e insensible cuyo anciano esposo se somete a un experimento científico para volverse más joven y más atractivo para ella, envejeciendo "hacia atrás" un poco más de lo que esperaba. En 1965, fue elegida para interpretar a una estrella de cine llamada Gloria Morgan en el episodio "Gomer Dates a Movie Star" de la comedia Gomer Pyle, USMC.
Lee también comenzó a aparecer regularmente en programas de juegos como The Hollywood Squares, You Don't Say y Match Game. A principios de la década de 1970, Lee continuó actuando en papeles de cine y televisión en Love, American Style y The Mod Squad, y tuvo un papel en la película Doomsday Machine (1972). En 1974, Lee se sintió frustrada por la creciente falta de roles y aceptó un trabajo como coanfitriona del programa de juegos diurno High Rollers. Permaneció en el programa hasta 1976.
Durante la década de 1980, prestó su voz a varios episodios de The Flintstone Comedy Show y Los Pitufos, además de papeles como invitada en CHiPs, La isla de la fantasía, Vacaciones en el mar y Charles in Charge. Lee también actuó extensamente a mediados de la década de 1980 en el escenario, incluido el personaje principal en el musical Peter Pan.
De 1988 a 1989, Lee desempeñó un papel recurrente en la comedia de CBS Coming of Age. En 1989, interpretó el papel de Sally Powers en la película para televisión Sweet Bird of Youth con Elizabeth Taylor. En la década de 1990, Lee continuó apareciendo en episodios de televisión, sobre todo en la comedia Roseanne. Lee apareció como la novia de Bev Harris (Estelle Parsons), cuyo personaje fue revelado por ella sin darse cuenta.
Interpretó a la esposa del personaje de Jerry Lewis en la comedia dramática británica Funny Bones (1995), en la que interpretan a los padres del personaje de Oliver Platt. En 2002, Lee recibió uno de los premios Golden Boot por su trabajo en westerns para la televisión y el cine.
En 2006, Lee recibió una estrella en el Paseo de la fama de Hollywood por sus contribuciones a la industria de la televisión. En 1995, se dedicó a Lee una Golden Palm Star en el Paseo de las Estrellas de Palm Springs.
En febrero de 2008, Lee apareció como Clairee en una producción de Magnolias de acero con Sally Struthers en el Teatro Casa Mañana en Fort Worth, Texas. En octubre de 2010, Lee interpretó el papel de Miss Mona en The Best Little Whorehouse in Texas, también en el Teatro Casa Mañana.

## Vida personal
En 1976, Lee se casó con el ejecutivo de restaurantes de Texas Webster B. "Webb" Lowe Jr. Dividieron su tiempo entre sus hogares en Hollywood, Palm Springs, Fort Worth en Texas y México. Webb murió el 1 de julio de 2020. No tuvieron hijos. Lee describe sus opiniones políticas como "conservadoras" y apareció en la Convención Nacional Republicana de 1972.
El 24 de agosto de 2013, Lee fue incluida en el Salón de la Fama Nacional Lituano-Americano. En febrero de 2019, a Lee se le concedió la ciudadanía lituana.